# Тополница
Вижте пояснителната страница за други значения на Тополница.
Тополница е река в Южна България – Софийска област, общини Копривщица, Антон, Пирдоп, Златица, Чавдар и Ихтиман и област Пазарджик, общини Панагюрище, Лесичово и Пазарджик, ляв приток на река Марица. Дължината ѝ е 154,8 km, която ѝ отрежда 14-о място сред реките на България. Река Тополница е 4-та по дължина река след Тунджа, Арда и Ергене във водосборния басейн на Марица.

## Наименование
Копривщенският краевед Петко Будинов в своето изследване на произхода на топонимите в района изказва предположение, че името на реката произхожда не от името на дърветата тополи, а от старобългарската дума „топол“ – на онази част от котловината наричана „Жупата“ намираща се в стръмния източен склон на връх Св. Димитър, която и до днес се нарича „Топлика“. Това според него е в унисон с факта, че реката извира като Ширинейска река и едвам с навлизането си в Копривщица, преминавайки през сравнително по-топли места става Тополка.

## Географска характеристика

### Извор, течение, устие
Река Тополница извира от 1402 m н.в. под името Ширенейска река в източното подножие на връх Бич (1449 m) в Същинска Средна гора. Първите 12 km тече на изток в дълбока и гориста долина. След това завива на север, пресича Копривщенската котловина и на протежение от 12 km „разсича“ Същинска Средна гора чрез дълбок пролом. При гара Копривщица завива на запад-югозапад и навлиза в Златишко-Пирдопската котловина, като тече по южната ѝ част. След село Петрич, община Златица, завива на юг и протича в дълбока проломна долина между Същинска Средна гора на изток и Ихтиманска Средна гора на запад. След изтичането си от язовир „Тополница“ завива на югоизток, долината ѝ малко се разширява, но запазва проломния си характер. При село Калугерово навлиза в Горнотракийската низина, като тук течението ѝ е бавно и спокойно и коритото ѝ е коригирано с водозащитни диги. Влива се отляво в река Марица на 205 m н.в., на 1 km западно от град Пазарджик.

### Водосборен басейн, притоци
Площта на водосборния басейн на реката е 1789 km2, което представлява 3,4% от водосборния басейн на Марица, а границите на басейна ѝ са следните:
- на югозапад – с водосборните басейни на малки и къси леви притоци на Марица;
- на запад и северозапад – с водосборния басейн на река Искър;
- на север – с водосборния басейн на река Вит;
- на североизток – с водосборния басейн на река Стряма, ляв приток на Марица;
- на изток – с водосборния басейн на река Луда Яна, ляв приток на Марица

Основни притоци: → ляв приток, ← десен приток
- ← Крива река
- ← Длъжки дол
- → Попска река
- → Косьово дере
- → Бяла река
- ← Петрешка река
- → Чардашко дере
- ← Гърмидолска река
- ← Чумина река
- ← Калнишко дере
- ← Въртопска река
- ← Гургура
- → Куфорща
- ← Манина река
- ← Граматник
- → Рорач
- → Бобевица
- → Медет (Буковица)
- ← Златишка река
- → Газибара
- → Гюмюрджудере
- → Кьойдере
- ← Воздол
- → Беререйска река
- ← Слоджадере
- ← Айдере
- ← Буновска река
- ← Каменишка река
- → Ангелов дол
- ← Добри дол
- → Дисагов дол
- ← Радотин дол
- ← Ливадски дол
- ← Ракев дол
- → Павел
- → Слатино дере
- ← Бощица (влива се в язовир „Тополница“)
- → Крушлев дол (влива се в язовир „Тополница“)
- ← Мътивир (влива се в язовир „Тополница“, най-голям приток)
- → Дреновски дол (влива се в язовир „Тополница“)
- ← Белев дол (влива се в язовир „Тополница“)
- ← Любнишки дол
- ← Стръмна река
- → Драгиев дол
- ← Сираковец
- → Елов дол
- ← Яворица
- ← Сухото дере
- → Капачовец
- → Криви дол

### Хидроложки показатели
Реката е с дъждовно-снежно подхранване, като максимумът е в периода март-юни, а минимумът – август-октомври. Среден годишен отток: при устието на река Медет (Буковица) – 3,75 m3/s; при село Лесичово – 10 m3/s.

## Селища
По течението на реката са разположени 11 населени места, в т.ч. 1 град и 10 села:
- Софийска област

- Община Копривщица – Копривщица;
- Община Пирдоп – Душанци;
- Община Златица – Петрич;
- Община Ихтиман – Мухово.

- Област Пазарджик

- Община Панагюрище – Поибрене;
- Община Лесичово – Лесичово, Калугерово, Динката, Памидово;
- Община Пазарджик – Юнаците, Драгор;

## Стопанско значение
В Златишко-Пирдопската котловина и Горнотракийската низина водите на реката се използват за напояване, като за целта са изградени язовирите „Душанци“, „Жеков вир“ и „Тополница“. В основите на преградните стени на двата от тях „Душанци“ и „Тополница“ има ВЕЦ-ове.
В долината на реката в района на Пирдопското поле има изградени две хвостохранилища, за прибиране и отлагане на хвоста от отработената медна руда от рудник „Медет“, но въпреки това от време на време се случва водите на реката да бъдат замърсени.
По долината на Тополница преминават два третокласни пътя от Държавната пътна мрежа:
- Участък от 16,4 km от третокласен път № 606 гара Копривщица – Стрелча – Труд в участъка от гара Копривщица до 4 km южно от град Копривщица;
- Участък от 35,3 km от третокласен път № 803 Ихтиман – Лесичово – Пазарджик в участъка от село Мухово до Пазарджик;

## Други
На Тополница е наречена улица в квартал „Хаджи Димитър“ в София (Карта).

## Топографска карта
- Лист от карта K-34-60. Мащаб: 1 : 100 000.
- Лист от карта K-35-37. Мащаб: 1 : 100 000.
- Лист от карта K-35-49. Мащаб: 1 : 100 000.
- Лист от карта K-35-61. Мащаб: 1 : 100 000.